# 顏澤
顏澤（1381年—？），字澤民，直隸常州府江陰縣西順鄉三十六都人，明朝政治人物。進士出身。

## 生平
應天府鄉試一百二十九名。永樂十年（1412年）壬辰科會試七十二名，殿試登進士第三甲第十五名。

## 家族
曾祖父顏正。祖父顏誠。父亲顏原存。